# Wellington and Manawatu Railway
Die Wellington and Manawatu Railway Company (WMR oder W&MR) war ein privatrechtlich organisiertes Eisenbahnunternehmen, das die gleichnamige Bahnstrecke von Wellington nach Longburn, heute der südliche Abschnitt der Bahnstrecke Wellington–Aukland (North Island Main Trunk Railway), auf der Nordinsel von Neuseeland errichtete. Eine erfolgreiche, privatrechtlich betriebene Eisenbahn ist in Neuseeland ungewöhnlich.

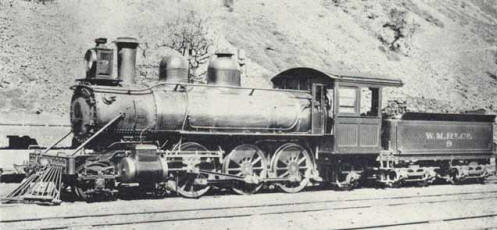
Lok Nr. 9 der W&MR im Bahnhof Paekakariki, um 1900

## Vorgeschichte
Die Regierung von Sir George Edward Grey hatte den Bau einer von Wellington nach Norden führenden Strecke 1878 in den Staatshaushalt aufgenommen. In der Folge wurde die Trasse abschließend vermessen und die Bauarbeiten begannen im August 1879 mit dem Streckenabschnitt von Wellington nach Wadestown. Bei den Parlamentswahlen im September 1879 verlor die Regierung von Sir George Grey jedoch ihre Mehrheit und schied im Oktober 1879 aus dem Amt. Die nachfolgende Regierung von John Hall setzte eine Kommission ein, die das Programm für öffentliche Arbeiten der bisherigen Regierung mit dem Ziel überprüfte, die Ausgaben zu reduzieren. Sie überprüfte die Bahnstrecke Wellington–Manawatu im März 1880 und kam zu dem Schluss, dass die Arbeiten aufgegeben werden sollten. Der Bahnbau hatte bis dahin bereits £ 30.000 gekostet.

## Gründung

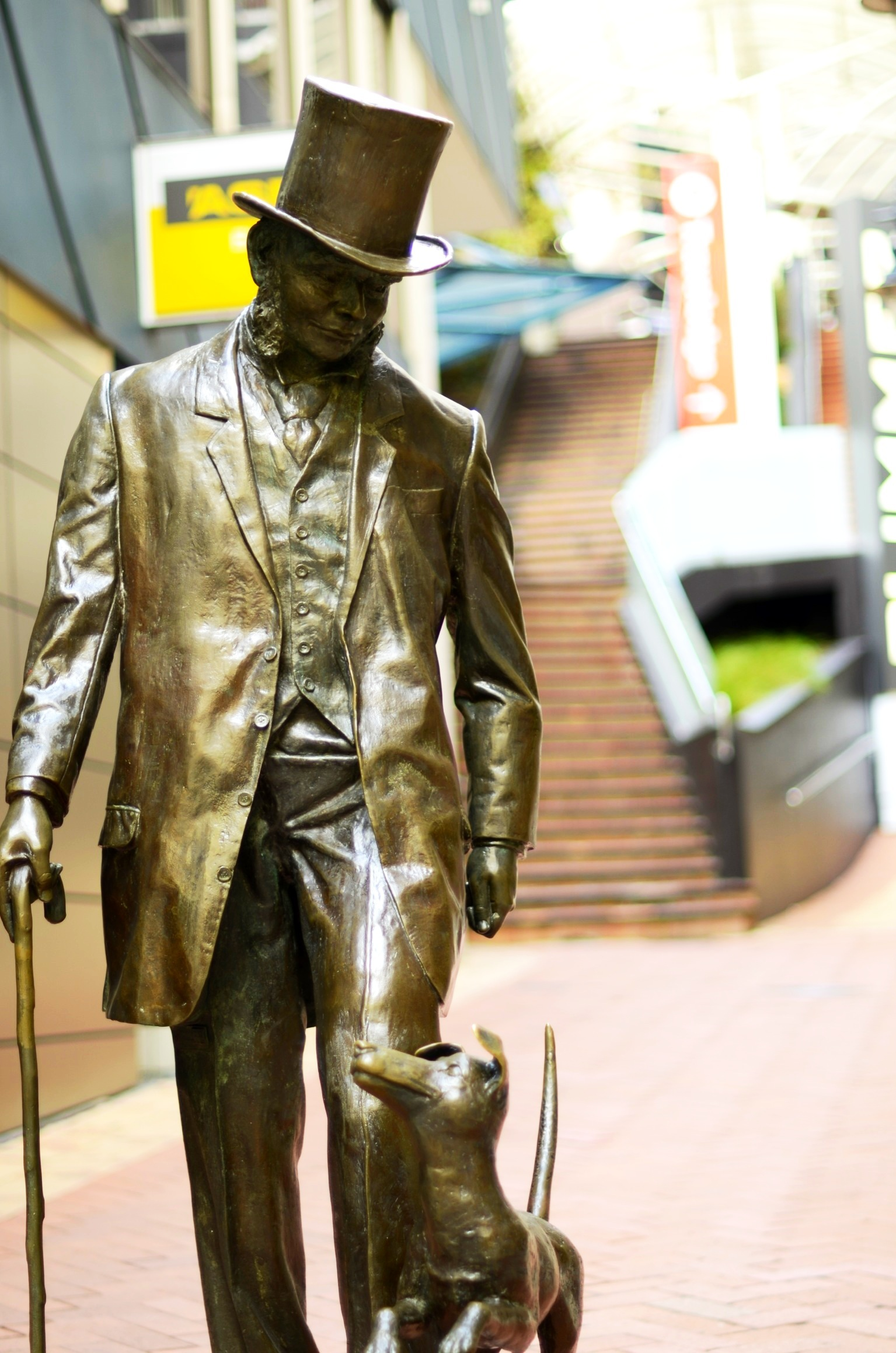
Denkmal für den Initiator und langjährigen Direktor der W&MR, John Plimmer (und seinen Hund Fritz), am Lambton Quay in Wellington

Mit Unterstützung der Handelskammer von Wellington beschloss eine Gruppe prominenter Geschäftsleute aus Wellington, ein Unternehmen zu gründen, um den Weiterbau der Eisenbahn zu finanzieren. Sie gründeten am 15. Februar 1881 eine Aktiengesellschaft und gaben 100.000 Aktien zu je £ 5 aus. Bis Mai 1881 waren 43.000 Aktien vergeben, teils verkauft, teils an Māori vergeben, die damit als Grundstückseigentümer in Manawatu, für Land, das zum Bau der Strecke benötigt wurde, bezahlt wurden. Durch weitere Ausgaben waren schließlich 170.000 Aktien zu je £ 5 in Umlauf. Das dadurch aufgebrachte Kapital belief sich auf £ 850.000.
Im Mai 1881 unterzeichnete das Unternehmen einen Vertrag mit der Regierung über den Kauf von Grund und Material für den begonnenen Streckenbau. Die Regierung setzte Rahmenbedingungen für den Bau, die Gewinn und die Dividendenzahlungen des Unternehmens beschränkten, gewährte aber auch beträchtliche Zuschüsse in Form von 85.186 ha staatseigener Grundstücke im Wert von £ 96.000, um den erfolgreichen privatwirtschaftlichen Betrieb der Bahn sicherzustellen.
Die Konzession für die Bahn bestand in einem Vertrag zwischen dem Staat und der WM&R. Er sah vor, dass die Strecke innerhalb von fünf Jahren nach Baubeginn fertiggestellt sein sollte. Das dauerte letztendlich etwas mehr als vier Jahre.
Im September 1881 wurde auch die gesetzliche Grundlage (Railways Construction and Land Act) dafür geschaffen, dass Aktiengesellschaften den Bau und Betrieb von Eisenbahnen des öffentlichen Verkehrs erlaubte. Festgelegt wurde dabei auch die neuseeländische Standardspurweite von 1.067 mm (Kapspur) und der Anschluss an die Staatsbahn NZR.

## Bau
Der Weiterbau der Strecke begann am 25. September 1882. Zwischen Regierung und Unternehmen war die Führung des Nordabschnitts der Strecke umstritten. Die Regierung wollte, dass die Strecke der W&MR in Foxton an die Staatsbahn anschließen sollte. Bis dorthin hatte diese den Streckenbau, von Norden kommend, vorangetrieben. Die W&MR wollte ihre Strecke aber weiter nördlich, in Longburn anschließen. Das war für weiter nach Norden fahrende oder von dort kommende Züge eine um 15 km kürzere Strecke und die W&MR reichte so auf eigenen Gleisen weiter nach Norden. Letztendlich setzte sich das Unternehmen durch und die Strecke von Longburn nach Foxton wurde zu einer Stichstrecke der Durchgangsstrecke – und ist inzwischen seit 1959 stillgelegt. Gebaut wurde nach den fortschrittlichsten Standards der damaligen Zeit. Von Anfang an bestand Telefonverbindung zwischen den Bahnhöfen.

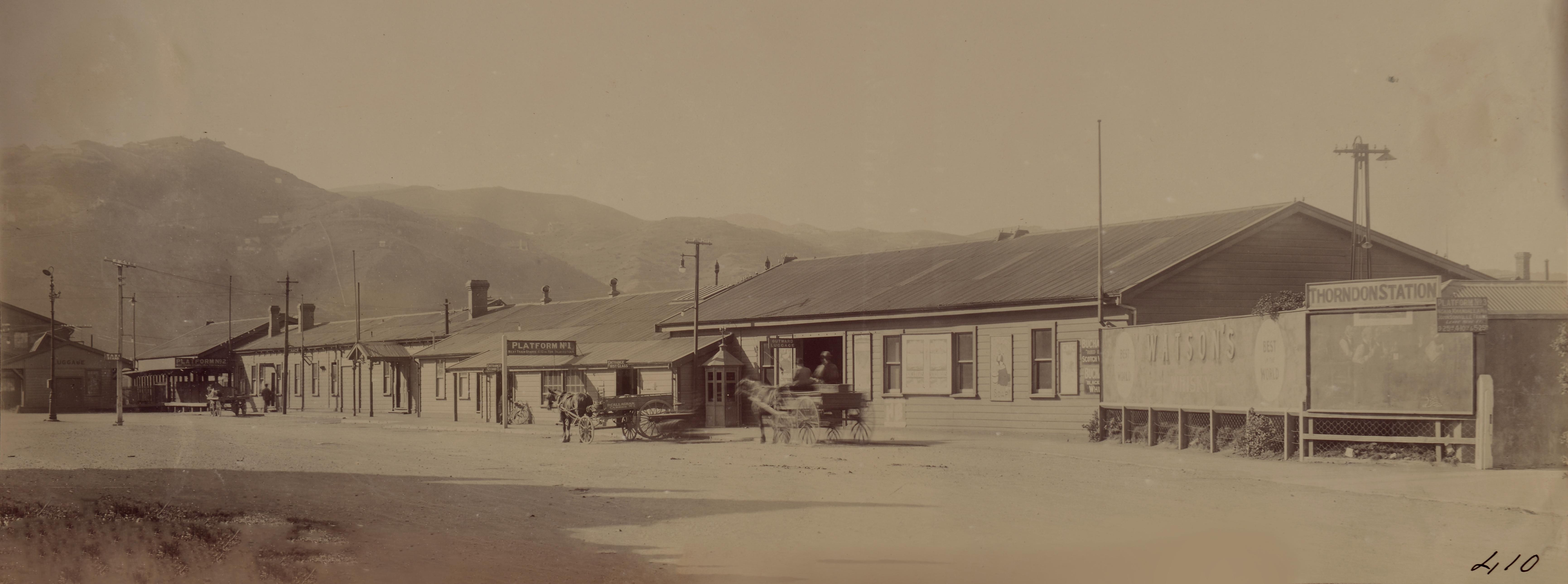
Bahnhof Thorndon, Endbahnhof in Wellington

Die Arbeiten wurden am 27. Oktober 1886 abgeschlossen. Die Strecke wurde 134 km lang. Der Endbahnhof der W&MR in Wellington war der – heute aufgegebene – Bahnhof Thorndon. Der erste durchgehende Zug verkehrte am 3. November 1886.

## Betrieb
Die WM&R war sehr erfolgreich und erzielte beträchtliche Einnahmen. Sie beliefen sich 1887 auf £ 47.000 und 1894 auf £ 88.000. Dabei erwies sich das von der Regierung zugewiesene Grundstückseigentum als eine wichtige Einnahmequelle: Mit der Eröffnung von entsprechenden Streckenabschnitten erhöhte sich dessen Wert erheblich, wodurch zum einen der Wert der WM&R stieg, zum anderen durch Verkauf ausreichend Geld generiert wurde, um die Strecke fertigzustellen. Die neue Strecke erschloss insgesamt etwa 2 Mio. ha Land. Ab 1895 wurden die ursprünglich eingebauten Schienen mit einem Gewicht von 26 kg/m auf dem Abschnitt Wellington–Paekakariki durch Schienen mit einem Gewicht von 32 kg/m ersetzt.

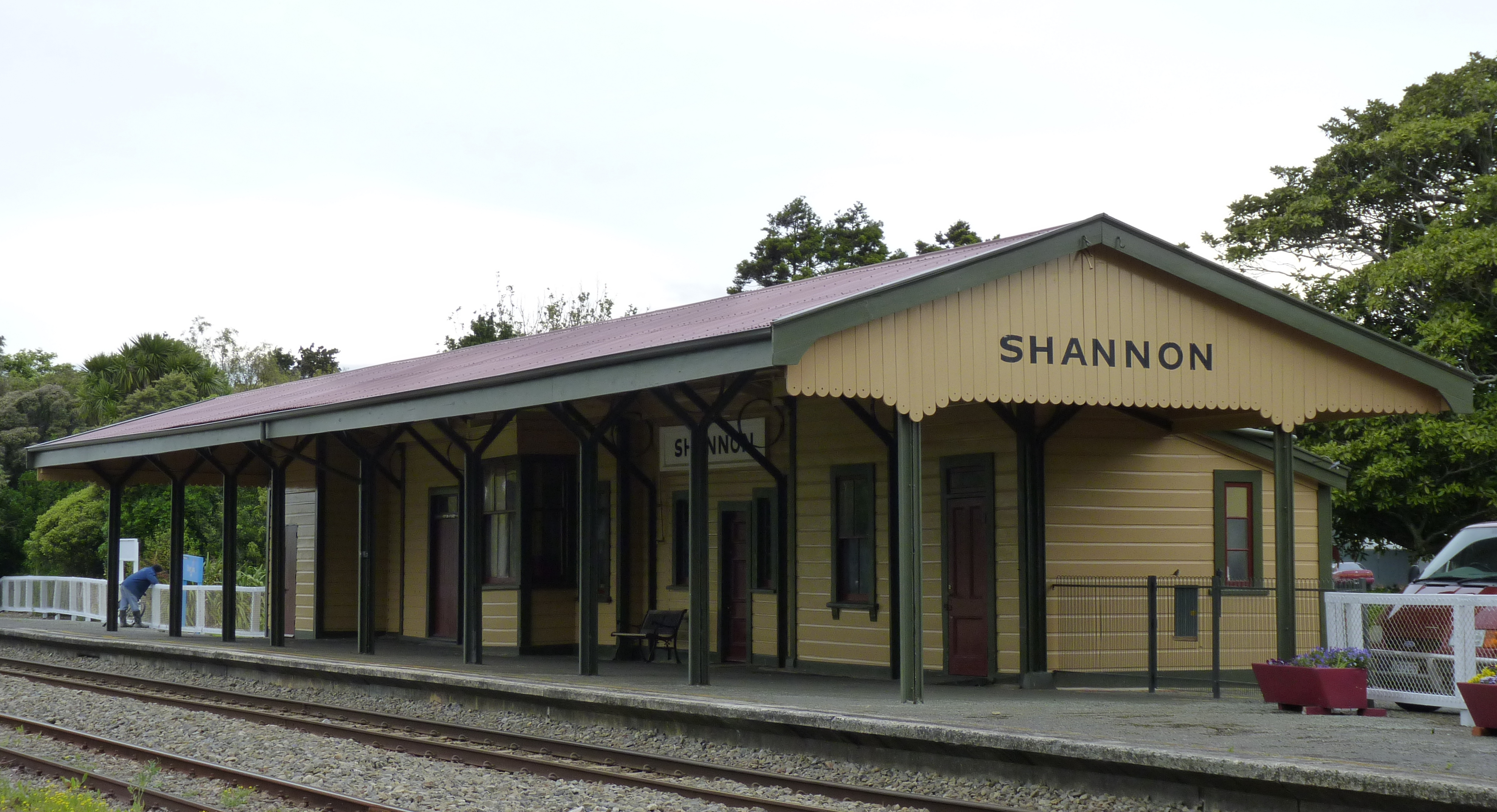
Bahnhof Shannon

Entlang der Strecke wurde eine Reihe neuer Städte gegründet, insbesondere Plimmerton, Levin und Shannon, alle drei benannt nach Direktoren der W&MR.
Der Bahnbetrieb erfolgte auf hohem Niveau mit komfortablen Personenwagen, Speisewagen und elektrischer Beleuchtung. (Die Staatsbahn NZR führte erst 1902 Speisewagen ein.) Zwischen 1900 und 1902 wurden alle Fahrzeuge mit Druckluftbremsen von Westinghouse ausgerüstet. Die Empfangsgebäude der W&MR waren allerdings sehr schlicht, die Endbahnhöfe in Wellington (Thorndon) und Longburn blieben Provisorien, da hier Gemeinschaftsbahnhöfe mit der NZR angestrebt wurden, was aber an der zögerlichen Haltung der Staatsbahn scheiterte.
Die Staatsbahn betrachtete die W&MR als Konkurrenz und versuchte, wenn immer möglich, Verkehr über die von ihr betriebene Bahnstrecke Wellington–Woodville´zu leiten, obwohl das aufgrund des Abschnitts über das Rimutaka-Gebirge, der mit dem Bergbahnsystem nach Fell betrieben wurde, sehr aufwändig und teuer war.
Seit 1891 zahlte die W&MR ihren Aktionären eine Dividende, zunächst in Höhe von 3,5 %, dann die beiden folgenden Jahre 5 % und 1894 6 %. Vor der Übernahme durch den Staat 1908 wies die W&MR eine Rendite von durchschnittlich 13,5 % pro Jahr auf und zahlte jährlich eine Dividende von 6 % oder 7 %.

## Ende
1908 machte der Staat von seinem Recht Gebrauch, gegen entsprechende Entschädigung, die W&MR verstaatlichen zu dürfen. Dazu erhielten die Aktionäre 55 s bis 60 s (£ 2,75–£ 3,00) pro Aktie.
Zum Zeitpunkt der Übernahme hatte die WM&R 382 Mitarbeiter. Zum 7. Dezember 1908 wurde die W&MR in die NZR integriert. Dabei übernahm die NZR 20 Lokomotiven, 56 Drehgestell-Personenwagen, 14 Bremswagen, 343 Güterwagen und zwei 10-Tonnen-Handkräne. Die Aktiengesellschaft wurde aufgelöst.